# Gin Wigmore
Pour les articles homonymes, voir Wigmore.
Gin Wigmore est une artiste néo-zélandaise, née le 6 juin 1986  à Auckland. Elle est auteure, compositrice et interprète.

## Biographie
Elle a sorti cinq albums : Extended Play, sorti en 2008, Holy Smoke, en 2010, ainsi que Gravel and Wine sorti en 2011. Son avant dernier album Blood to Bone est sorti en 2015 et comporte 11 titres. Gin Wigmore termine son nouvel album en avril 2018, celui-ci se nomme Ivory et comporte 12 titres.
On peut entendre Oh My dans le générique de la série néo-zélandaise The Almighty Johnsons ainsi que dans le final de la saison 6 de la série Weeds (épisode 6x13). Le titre Under My Skin a également été utilisée pour une publicité de la compagnie Air New Zealand. Plus récemment, Man Like That a été utilisée dans la dernière publicité pour la bière Heineken, mettant en scène Daniel Craig dans son rôle de James Bond pour la sortie imminente du film Skyfall. Enfin, en juin 2013, Kill Of The Night a été utilisé dans le premier épisode de la saison 4 de la série américaine Pretty Little Liars, ainsi que dans le film Spy en 2015. On retrouve également le titre Kill Of The Night dans le générique de la série britannique Crazyhead. Sa chanson Written In The Water est également utilisée dans l'épisode 3 de la première saison de la série Good Girls.

## Extended Play (2008)
| N° | Titre             | Durée |
| -- | ----------------- | ----- |
| 1  | These Roses       | 03:15 |
| 2  | S.O.S.            | 03:02 |
| 3  | Hallelujah        | 03:31 |
| 4  | Under My Skin     | 02:49 |
| 5  | Easy Come Easy Go | 03:01 |

## Holy Smoke (2010)
| N° | Titre               | Durée |
| -- | ------------------- | ----- |
| 1  | Oh My               | 04:16 |
| 2  | Hey Ho              | 04:04 |
| 3  | New Revolution      | 04:21 |
| 4  | Don't Stop          | 03:28 |
| 5  | I Do                | 04:07 |
| 6  | Too Late for Lovers | 03:47 |
| 7  | Mr. Freakshow       | 03:50 |
| 8  | One Last Look       | 02:37 |
| 9  | Golden Ship         | 03:55 |
| 10 | Dying Day           | 03:14 |

## Gravel and Wine (2011)
| N° | Titre                         | Durée |
| -- | ----------------------------- | ----- |
| 1  | Black Sheep                   | 03:03 |
| 2  | Man Like That                 | 02:50 |
| 3  | Poison                        | 03:07 |
| 4  | Kill of the Night             | 03:25 |
| 5  | Devil in Me                   | 03:25 |
| 6  | If Only                       | 04:45 |
| 7  | Dirty Love                    | 02:52 |
| 8  | Happy Ever After              | 03:22 |
| 9  | Saturday Smile                | 03:22 |
| 10 | Sweet Hell (ft. Butch Walker) | 03:36 |
| 11 | Singin' My Soul               | 03:09 |

## Blood to Bone (2015)
| N° | Titre                | Durée |
| -- | -------------------- | ----- |
| 1  | New Rush             | 03:49 |
| 2  | Nothing to No One    | 03:46 |
| 3  | This Old Heart       | 04:43 |
| 4  | Black Parade         | 04:06 |
| 5  | Written in the Water | 02:46 |
| 6  | In My Way            | 03:30 |
| 7  | Holding On to Hell   | 03:13 |
| 8  | DFU                  | 03:05 |
| 9  | 24                   | 04:14 |
| 10 | I Will Love You      | 04:47 |
| 11 | Willing to Die       | 03:13 |

## Ivory (2018)
| N° | Titre            | Durée |
| -- | ---------------- | ----- |
| 1  | Hallow Fate      | 03:00 |
| 2  | Odeum            | 02:39 |
| 3  | Beatnik Trip     | 02:44 |
| 4  | Dirty Mercy      | 03:25 |
| 5  | Cabrona          | 02:34 |
| 6  | Cold Cave        | 04:12 |
| 7  | Bad Got Me Good  | 04:10 |
| 8  | Hard Luck        | 02:37 |
| 9  | Fall Out of Love | 03:41 |
| 10 | Head To Head     | 02:58 |
| 11 | Young Ones       | 04:08 |
| 12 | Girl Gang        | 03:00 |